# Tóth Árpád (költő)
Tóth Árpád (Arad, 1886. április 14. – Budapest, Várnegyed, 1928. november 7.) magyar költő, műfordító.

## Élete
1886. április 14-én született Aradon a Sarló utca 51. szám alatti házban. Édesapja Tóth András szobrász volt, édesanyja Molnár Eszter, egy aradi ács-segéd leánya. Az apa megszállottja volt Kossuth Lajos és a szabadságharc emlékének, élete folyamán több különböző város főtere számára készített Kossuth-szobrot, ennek köszönhetően a család eleinte jólétben élt.
A gyermek Tóth Árpád gyenge testalkatú fiú volt, a tüdőbajra korán hajlamos. Eleinte a rajzolásban mutatott tehetséget, apja ezért rajztanárnak szánta. Később azonban Kardos Albert hatására az irodalom felé fordult.
1889-ben a család Debrecenbe költözött. Árpád gyermekkorát itt töltötte, 1896 és 1904 között a reáliskolában végezte középfokú tanulmányait, szorgalmas és jó tanuló volt. 1900 augusztusában Párizsba látogattak édesapjával. 1903-ban az iskolai önképzőkör elnöke lett, 1904 júniusában színjeles eredménnyel érettségizett, majd szeptemberben apjával néhány napot Bécsben töltött. Ezután egy évig otthon időzött, majd 1905 nyarának elején latin–görög kiegészítő érettségi vizsgát tett.
1905–1909 között a budapesti egyetemen magyar–francia szakos bölcsészhallgató volt. Ekkor ismerte meg az új irodalmi törekvéseket. 1908-tól a Nyugat munkatársaként dolgozott, mely közölte a verseit.

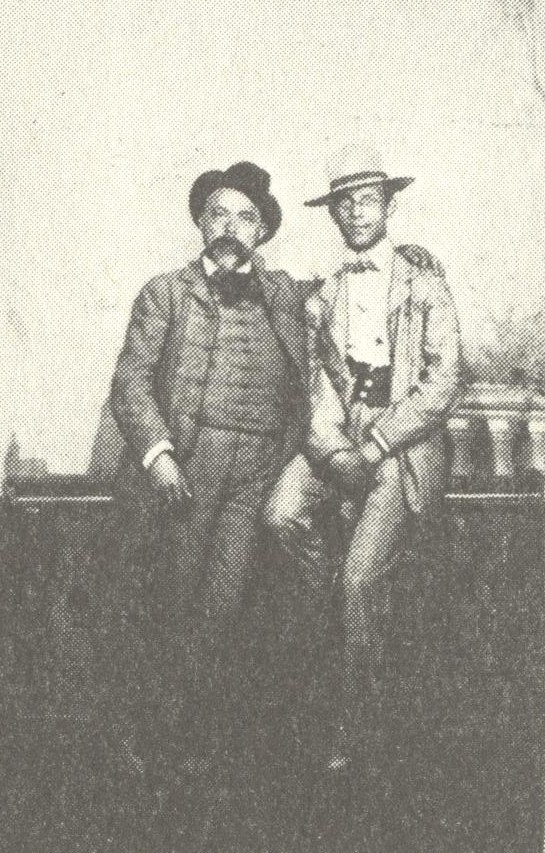
Édesapjával, Tóth Andrással

Az egyetemet még nem végezte el, amikor a családját megaláztatás érte, amely anyagi romlást is hozott: édesapja debreceni Szabadság-szobrát élesen bírálta a szakmai kritika, és ennek hatására a helyi publicisztika is, minek következtében a hatóság leromboltatta a kontármunkának minősített emlékművet. Az apa ettől fogva magával meghasonlott, komor emberré lett, s mindez a család életére is nyomasztóan hatott, ugyanis a hivatalosan is kontárrá minősített művésznek újabb megrendelésekre nem volt kilátása. Ezt követően Tóth Árpádnak kellett eltartania családját, így felhagyott tanári ambícióival, visszaköltözött Debrecenbe, és októbertől a Debreceni Független Újság színkritikusa lett.
1911 őszén a Debreceni Nagy Újság munkatársa lett, azonban a lap két év múlva megszűnt. 1913-ban ismét anyagi nehézségei adódtak, szeptemberben Budapestre ment, ahol házitanítói állást vállalt. Bródy Sándornak, a Magyar–Osztrák Szénkartell elnökének két gimnazista fiát tanította havi 80 koronáért. Ebben az évben jelent meg első verseskötete is Hajnali szerenád címmel. 1913 őszétől 1915 őszéig Popper Ferenc debreceni építésszel lakott együtt. Csak nehezen talált szerkesztőséget, de már ekkor kiderült, hogy tüdőbetegségben szenved. 1915–16-ban többször felkereste a tátrai hegyvidéket, tüdőbaját gyógyítani, a költségeket Hatvany Lajos állta. A háborús izgalmak miatt kimerült, lefogyott, 1916 nyarán, mindössze 57 kilósra.
Lichtmann Annát, egy debreceni postaellenőr lányát közös ismerősük, Annus barátnője mutatta be a költőnek a Piac utcában a városháza előtt. Hónapokkal később, 1911 nyarán újra találkoztak a debreceni pályaudvaron, ekkor kiderült, hogy mindketten Svedlérre tartanak nyaralni. Lassan szerelem kezdett kibontakozni köztük, majd 1917. május 10-én Debrecenben feleségül vette,  összeházasodtak. Csak polgári esküvőjük volt, a költőt egyházi szertartásra nem lehetett rávenni.
1918-tól Hatvany újságjának, az Esztendőnek volt segédszerkesztője, s a Vörösmarty Akadémia titkárává választották. A proletárdiktatúra köszöntésére ódát írt (Az új Isten), miután a magyarországi Tanácsköztársaság megbukott, költészetén is a szomorúság lett úrrá. Jó ideig nehéz körülmények közt kellett élnie, az öngyilkosság gondolata is felmerült benne.
1920-ban született meg lánya, Tóth Eszter költő, aki 2001-ben hunyt el. Tóth Árpád 1921-ben Az Est munkatársa lett, „színes” híreket és politikai glosszákat írt a lapba.
1922-ben jelent meg az Öröm illan c. verseskötete 1000 példányban, famentes papiroson, amelyből 50 számozott példányt a költő saját kezűleg írt alá.
Az 1920-as évek végén lassanként súlyosbodott betegsége, több alkalommal időzött Újtátrafüreden gyógykezelés céljából. 1928-ban már a Tamás utcai szanatóriumban kezelték.
1928. november 7-én hajnali egykor, mindössze 42 évesen hunyt el tüdőgümőkórban. A Farkasréti temetőben helyezték örök nyugalomra, búcsúztatóján Babits Mihály tartott beszédet. 

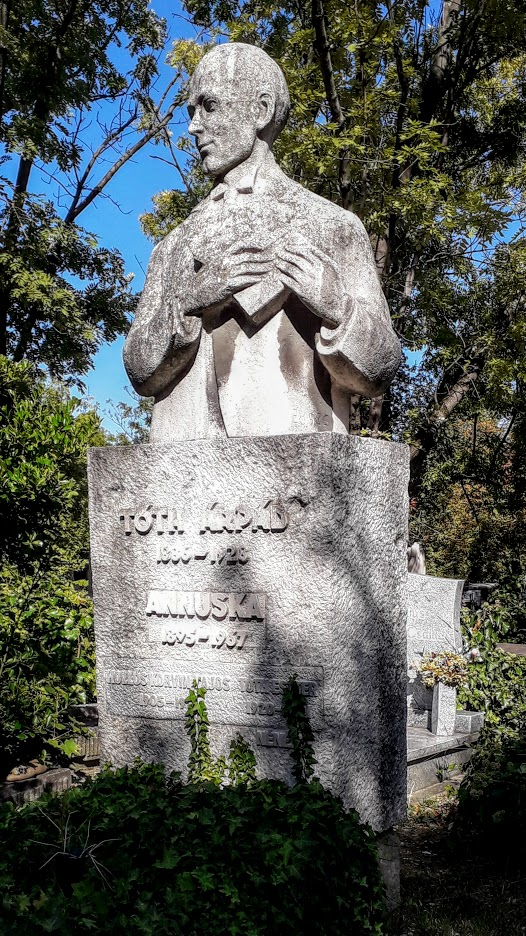
Sírja

## Költészete

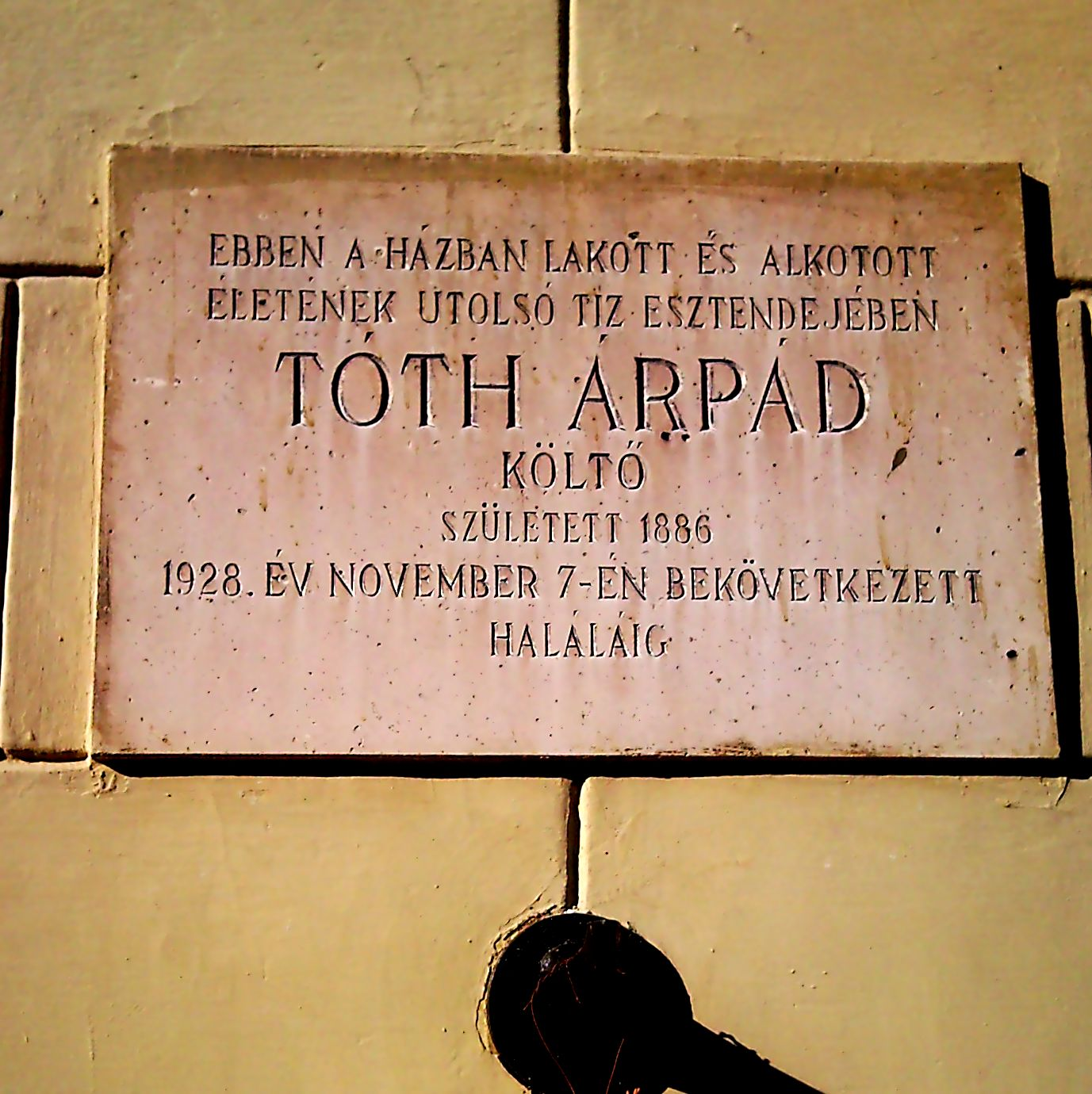
Emléktáblája: Táncsics Mihály utca 13 (akkoriban Verbőczy utca)

A Nyugat értékelése szerint Ady Endre után a második legjelentősebb költő. Ezt az értékelést ma már túlzónak tarthatjuk, és inkább jelentős, de nem meghatározó érvényű költői pályáról beszélhetünk. Ennek oka pedig költői világképének rendkívüli homogenitása, egysíkúsága. Még Babits is így dicsérte: „mint egy szent jóságú égitest, mindig a fényes oldalát fordította felénk”. Munkásságának filozófiai hátterében Schopenhauer áll, az ember kielégíthetetlen vágyaival, a fölfokozott magányérzettel, a tétovasággal és melankóliával. Mindez 1918-ig mint korjelenség, korélmény, némiképp kordivat jelentkezik. 1919 elején a történelmi események hatására rövid időre a nietzschei életöröm váltja fel, hogy aztán haláláig tartó nagy költői korszakában saját létélménnyé dolgozza át a lemondás és fájdalom schopenhaueri gondolatát. A világképnek megfelelően a meghatározó műfaj az elégia. A hangnem, a hangfekvés pedig a borongásé.
Kevés magyar költő karakterizálható olyan jellegzetes szókinccsel, mint Tóth Árpád: bús, lomha, méla, beteg. Stílusára a szecesszióval rokonított impresszionizmus a jellemző; a világ állóképekben való megragadásának igénye. Kedvenc stíluseszköze pedig a szinesztézia, mely a világ teljes hangulati és érzéki felfogásának igényéből fakad. Verselése gazdag, tudatos; sajátos versformája a 7/6 vagy 6/7 osztású jambikus sorok, a nibelungizált alexandrin vagy kortársi elnevezéssel Tóth Árpád-vers.
Korai költészetének reprezentatív darabja a Meddő órán. Az elégikus dalforma hatásos módon közvetíti a szecesszió emberképének egyik vonását, a személyiség izoláltságát, magára maradottságát.
Szembefordult az első világháború ember pusztításával; erősödött békevágya (Elégia egy elesett ifjú emlékére; Katonasír, Óda az ifjú Caesarhoz); olykor végletesen tragikus mellékhangokat is megütött. A háború élménye ihlette az Elégia egy rekettyebokorhoz (1917) című versét, mely Petőfi Szeptember végén című költeménye mellett a magyar líra leghíresebb elégiája. „A vers egyetlen alapképre épül. A rekettyevirág olyan, mint egy kis hajó: ebből az apró hasonlatból, ami alig is hasonlat, inkább csak költőkhöz illően szabatos természet megfigyelés, ebből fejlődik az emberiség új özönvizének látomása, az emberhajók katasztrófája, a hajókép millió változata. Tóth Árpád általában mozaikosan szerkeszt; egy-egy kép érvényét ritkán terjeszti túl egy versszakon; ez a vers kivételes az ő költői művében.” (Nemes Nagy Ágnes) A vers homogén képi világát tehát a hajókép adja. Az Alkaiosztól Horatiuson át az európai lírai köztudatba bekerülő toposzt több szinten építi be versébe Tóth Árpád. Az eszmélkedés folyamatát a rekettyebokor hajó alakú virágának látványa indítja el. Innen vált át az ember sorsára, ahol is a sajka a célba érés reménye nélkül formálódó, alakuló, a környezetnek kiszolgáltatott egyéni sorsot jelképezi. A harmadik szint az emberiség szintje, mely a modern vízözön, azaz a háború viharában hánykódik. A vers zárlata tudatosan idézi Vörösmarty Előszó című versének befejezését. A természet harmóniája, a világ rendje csak egy ember nélküli világban képzelhető el. A schilleri elégiafelfogás kifejezéseit használva az ideál a természet örök nyugalma, a reál az ember által megbontott harmónia. Verselése nibelungizált alexandrin, melyben a hosszú sorok a gondolatfolyam áradását tükrözik, a metszet a meditáció állandó újrakezdését, a folyamat belső drámaiságát, a lírai én belső vívódását fejezi ki.
Néha megjelenik a klasszikus retorikus hangvétel (Invokáció Csokonai Vitéz Mihályhoz; Arany János ünnepére; Szent nyomorék, riadj!). Fájdalmas nemzetféltése is megszólal (Aquincumi kocsmában, Fénylő búzaföldek között).
1919-ben két vers jelzi kedélyállapotának, világlátásának hirtelen változását. A Március ősi költői toposszal hirdeti a nietzschei életörömöt és a társadalmi változás reményét. Az „új isten” gondolati hátterében szintén az önmagát meghaladni képes ember nietzschei eszméje áll, ehhez társul a társadalmi megújulás igénye, melyet az oroszországi eseményekhez és forradalomhoz köt.
A kiteljesedett költői pálya jellegzetes darabja a Körúti hajnal (1923). A napszakváltás ősi metaforikáját használva szól a hétköznapi világ szépségéről és csodájáról, a színesedő és hangosodó nagyváros hajnali látványáról. Az ötödik versszak elégikus színezetet ad az életörömöt hirdető versnek; a mindennapok robotja, a valóság elfeledteti velünk a létezés szépségét. Az első négy versszak felfokozott hangulatát a szinesztéziák gazdagsága is érzékelteti. „Tóth Árpád a Körúti hajnalban a múló pillanatok hatását a jelenségek tovatűnő eleven voltában ragadja meg. Harmonikus egységet teremt a külső világ ábrázolása és az ember legbensőségesebb érzéseinek kifejezése között. ábrázolásának középpontjában az ember áll, aki átéli a nagyváros ébredésének élményét. Az utolsó versszakban még nagyobb távlatot kap a költemény. A költői világkép fejeződik ki benne. Kora jelenét tagadja meg, a józan robot világát, amely vakká teszi az embert és amelyben csak pillanatokra villan fel egy teljesebb, emberhez méltóbb és szebb élet hajnali ragyogása.” (Vargha Kálmán)
Az Esti sugárkoszorú (1923) a Nyugat első nemzedéke által újra népszerűvé tett hitvesi költészet szép példája. A panteisztikus látomás és az érzés egyszerűsége közti ellentét adja a vers feszültségét. „Ez a nagy líra: földről emelve, égre villantva, földre zuhanva, perc és örökkévalóság között kimondani a legtöbbet, amit ember embernek mondhat, a legegyszerűbbet, amit férfiember asszonyembernek mondhat: jó élni, mert szeretlek. Ezt zengik ki a nyolcsoros, telt, nagy strófák, ez zeng a zárt verslejtésben, ezt csendítik meg a telt, dús rímek.” (Bóka László)
A Lélektől lélekig (1923) klasszikus meditációs helyzetből kiindulva szól az emberek közötti elidegenedésről, izoláltságról, kommunikációképtelenségről.
A Jó éjszakát! (1924) című versben a költőnek a költészettel kapcsolatos kötelező kérdését teszi fel Tóth Árpád: van-e haszna, értelme a lírának, a művészetnek? A haszonelvű világ tülekedésében megítélhető és elfogadható-e „a lélek balga fényűzése”? A költői kérdésre nem a jelen, hanem a jövő adja meg a választ. A vers paradoxona, hogy versben szól a költői tevékenység kétséges voltáról.
Az 1920-as évek lírai termésének jellegzetes vonása, hogy régies, nemzeti-népi hangszínű sorokban fogalmazta meg panaszát, távolról a kései Ady-archaizálásait követve (Ifjonti jók múlásán, Hívogató, Elég volt a vágta, Széthullt légiókkal). Máskor egyéni változatokban a romantika látványos helyzetteremtéseit is felújította (Tetemrehívás, Őszi vihar). Alkalmilag a szentimentalizmus hangjától sem idegenkedett (A Palace-ban). Néha megszólaltatta a századvégi életképlíra hangját is, enyhe módosítással (Rozskenyér; Bazsalikom). Kései költészetében néhol a korabeli expresszionizmus zaklatottságától is tanult (Rádió).
„Tóth Árpád az élet és halál lényegének megértése közben, már pályája utolsó szakaszában, találkozik Istennel. Elsősorban filozofikus érdeklődéssel és kevésbé vallásos lélekkel fordul hozzá. De az Isten törött csellója, hallgatok című költeményben mint Isten teremtménye kíván jelen lenni, megszólalni. És kell, hogy Isten szeresse őt, mert csak a kiválasztottak sorsa lehet szenvedés. Belejátszik ebbe a felfogásba a még a kálvinista neveltetés predesztinációs elve is, de erről igazán csak később lehetne szó, az Isten oltó kése című darabnál. Mégis a két lírai megnyilatkozás tartalmát, életérzését, célját tekintve azonos.” (Borbély Sándor)
Műfordító munkássága kiemelkedő; Babits Mihály szerint a legszebb magyar vers Percy Bysshe Shelley Óda a nyugati szélhez című költeménye Tóth Árpád fordításában. Nemzedéktársai, a „szép hűtlenek” (Rába György szavával) közül ő nagyobb mértékben törekedett igazodásra az eredetihez. Babits Mihállyal és Szabó Lőrinccel megalkották a magyar Baudelaire-kötetet, A romlás virágai-t (1923). Milton-, Keats-, Shelley-fordításai is értékesek. Átültette Oscar Wilde művét, A readingi fegyház balladájá-t és Lenaunak Az albigensek-hez írt utóhangját. Rilke Archaikus Apolló-torzó című szonettjét a magyar olvasó általában az ő fordításában ismeri. Méltán népszerű egy-egy Poe- és Goethe-tolmácsolása is. Regényeket és drámákat is fordított (Flaubert, Maupassant, Csehov).
Novelláinál értékesebb kritikusi és publicisztikai tevékenysége.
A Nyugat emlékszámmal adózott az elhunyt Tóth Árpád emlékének. Babits Mihály így idézte meg emlékét: „Mit lehet sokat beszélni ilyen egységes, zárt és gáncstalan költőről, hacsak nem a filológia szólhatna róla sokat, föltárva művészetének részlettitkait; de hát ki törődne ma egy elvont művész titkaival? Ő érezte a csöndet maga körül, s küzdelem nélkül mondott le a dicsőségről, mint annyi minden másról. Verseskönyvei ritkásan jelentek meg: halk és gyengéd hangja szinte elveszni látszott az erőt és termékenységet harsonázó újabb hangok között. Ki törődött a tökéletességgel? Életében talán én voltam az első és egyetlen, aki egyszer a nyilvánosság előtt, kinyomtatott cikkben, nagy költőnek neveztem őt. Szomorú szerénységgel reagált erre: úgy érezte, nem fontos már nagy költőnek lenni. Amit csinált, magának csinálta, s kissé gúnyos önvigasztalással, a távoli szellemibb századoknak.”
Halála tizenötödik évfordulóján írta Szabó Lőrinc: „Tóth Árpádnak éreznie kellett, hogy neki is grófi vagy hercegi rangja van a magyar lírában, és hogy amit csinált, az romolhatatlanabb és kikezdhetetlenebb, mint sok más ünnepi alkotás.”

## Művei
A Színházi adattárban regisztrált bemutatóinak száma, 1948–: 39.
- Hajnali szerenád. Versek; Nyugat, Bp., 1913
- Lomha gályán. Versek; Nyugat, Bp., 1917
- Aucasin és Nicolete. Ófrancia széphistória. Ford. Tóth Árpád. Gyoma, 1921[9]
- Az öröm illan; Táltos, Bp., 1922
- Örök virágok. Tóth Árpád versfordításai angol, francia és német lírikusokból; Genius, Bp., 1923
- Lélektől lélekig. Versek. 1923–1927; Athenaeum, Bp., 1928
- Tóth Árpád összes versei; bev., hátrahagyott költemények, töredékek sajtó alá rend. Szabó Lőrinc; Athenaeum, 1935
- Bírálatok és tanulmányok; Lehotai Pál Ny., Debrecen, 1939
- Tóth Árpád összes versfordításai; sajtó alá rend., bev. Szabó Lőrinc; Révai, Bp., 1942 (Külföldi költők)
- Charles Baudelaire: A romlás virágai; ford. Babits Mihály, Szabó Lőrinc, Tóth Árpád; a végleges magyar kiadást jegyzetekkel sajtó alá rendezte Szabó Lőrinc; Révai, Bp., 1944
- Juhász Gyula, Tóth Árpád válogatott művei; sajtó alá rend. Bóka László, László Imre, bev. Kardos László; Szépirodalmi, Bp., 1951 (Magyar klasszikusok)
- Tóth Árpád válogatott versei; vál., utószó, jegyz. Kardos László; Szépirodalmi, Bp., 1955
- Tóth Árpád összes versei és versfordításai; sajtó alá rend. Szabó Lőrinc; Szépirodalmi, Bp., 1957
- Tóth Árpád novellái és válogatott cikkei; vál., utószó, jegyz. Kocztur Gizella; Magyar Helikon, Bp., 1960 (Kis magyar múzeum)
- Tóth Árpád összes versei, versfordításai és novellái; sajtó alá rend. Kardos László, közrem. Kocztur Gizella; Szépirodalmi, Bp., 1962
- Tóth Árpád összes versei, versfordításai és novellái; sajtó alá rend. Kardos László, közrem. Kocztur Gizella; 3. bőv. kiad.; Szépirodalmi, Bp., 1971
- Színek, változatok. Tanulmányok, kritikák, publicisztikai írások; vál., szöveggond. Győri János; Szépirodalmi, Bp., 1986
- Örök virágok. Összes versfordítások; Orpheusz Könyvek, Bp., 1993
- Isten oltó-kése. Istenes versek; szerk., bev. Vidor Miklós; Szt. István Társulat, Bp., 1998
- Tóth Árpád összegyűjtött versei és versfordításai; szöveggond., utószó Papp Csaba; Osiris, Bp., 2000 (Osiris klasszikusok)
- Tóth Árpád összes versei és novellái; összeáll., szerk. Urbán László, utószó Tarján Tamás; Szukits, Szeged, 2001
- A teremtés hiteles története. Novellák és humoreszkek; vál., szerk. Hunyadi Csaba, utószó Sánta Gábor; LAZI, Szeged, 2001

### Tóth Árpád összes művei, kritikai kiadás
Szerk., sajtó alá rend. Kardos László, közrem. Kocztur Gizella, Akadémiai Kiadó, Bp., 1964–1973, 5 db
- 1. Költemények, töredékek, tréfás hírlapi versek, rögtönzések; 1964
- 2. Műfordítások / James T. Tanner: Az utahi lány (ford. Tóth Árpád, Karinthy Frigyes), a prózafordításokba ékelt versrészletek, töredékek; 1964
- 3. Prózai művek, novellák, tanulmányok, bírálatok, hírlapi cikkek. 1909–1913; 1969
- 4. Prózai művek, novellák, tanulmányok, bírálatok, hírlapi cikkek. 1914–1928 / Zsengék; 1969
- 5. Tóth Árpád levelei / Zsengék; Akadémiai, Bp., 1973

## Emlékezete

Tóth Árpád emlékpad (Alsógöd, MÁV állomás)

## Származása
| Tóth Árpád (Arad, 1886. ápr. 15. – Budapest, 1928. nov. 7.) költő | Apja: Tóth András (Simánd, 1858. szept. 8. – Debrecen, 1929. márc. 14.) szobrász | Apai nagyapja: Tóth Mihály (1830. feb. 19. – Arad, 1886. máj. 6.) napszámos, bérkocsis-segéd, 1848-as szabadságharcos | Apai nagyapai dédapja: Tóth Mihály          |
| Tóth Árpád (Arad, 1886. ápr. 15. – Budapest, 1928. nov. 7.) költő | Apja: Tóth András (Simánd, 1858. szept. 8. – Debrecen, 1929. márc. 14.) szobrász | Apai nagyapja: Tóth Mihály (1830. feb. 19. – Arad, 1886. máj. 6.) napszámos, bérkocsis-segéd, 1848-as szabadságharcos | Apai nagyapai dédanyja: Kóta Sári           |
| Tóth Árpád (Arad, 1886. ápr. 15. – Budapest, 1928. nov. 7.) költő | Apja: Tóth András (Simánd, 1858. szept. 8. – Debrecen, 1929. márc. 14.) szobrász | Apai nagyanyja: Nagy Zsuzsanna (Árpád, Bihar vm., 1836. okt. 2. – Simánd, 1863 körül) cseléd                          | Apai nagyanyai dédapja: Nagy István         |
| Tóth Árpád (Arad, 1886. ápr. 15. – Budapest, 1928. nov. 7.) költő | Apja: Tóth András (Simánd, 1858. szept. 8. – Debrecen, 1929. márc. 14.) szobrász | Apai nagyanyja: Nagy Zsuzsanna (Árpád, Bihar vm., 1836. okt. 2. – Simánd, 1863 körül) cseléd                          | Apai nagyanyai dédanyja: Szijártó Zsuzsanna |
| Tóth Árpád (Arad, 1886. ápr. 15. – Budapest, 1928. nov. 7.) költő | Anyja: Molnár Eszter (Arad, 1868. máj. 19. – ?)                                  | Anyai nagyapja: Molnár Bálint (Arad, 1837. febr. 14. – Arad, 1881. nov. 22.)                                          | Anyai nagyapai dédapja: Molnár Sándor       |
| Tóth Árpád (Arad, 1886. ápr. 15. – Budapest, 1928. nov. 7.) költő | Anyja: Molnár Eszter (Arad, 1868. máj. 19. – ?)                                  | Anyai nagyapja: Molnár Bálint (Arad, 1837. febr. 14. – Arad, 1881. nov. 22.)                                          | Anyai nagyapai dédanyja: Simon Katalin      |
| Tóth Árpád (Arad, 1886. ápr. 15. – Budapest, 1928. nov. 7.) költő | Anyja: Molnár Eszter (Arad, 1868. máj. 19. – ?)                                  | Anyai nagyanyja: Cs. Szabó Ilona (Kispereg, 1839. aug. 25. – Arad, 1894. okt. 1.)                                     | Anyai nagyanyai dédapja: Cs. Szabó János    |
| Tóth Árpád (Arad, 1886. ápr. 15. – Budapest, 1928. nov. 7.) költő | Anyja: Molnár Eszter (Arad, 1868. máj. 19. – ?)                                  | Anyai nagyanyja: Cs. Szabó Ilona (Kispereg, 1839. aug. 25. – Arad, 1894. okt. 1.)                                     | Anyai nagyanyai dédanyja: Balog Erzsébet    |